# Fryderyk Stręk
Fryderyk Stręk (ur. 18 września 1926 w Wolicy Piaskowej, pow. Ropczyce, zm. 1 sierpnia 2018 w Szczecinie) – polski inżynier mechanik, specjalista w dziedzinie inżynierii procesowej i aparatury chemicznej (twórca znanej w świecie, szkoły naukowej w zakresie problemów mieszania cieczy), naukowiec i pedagog, profesor Zachodniopomorskiego Uniwersytetu Technologicznego w Szczecinie (Wydział Technologii i Inżynierii Chemicznej), dyrektor Instytutu Inżynierii Chemicznej i Procesów Ochrony Środowiska, wieloletni członek Komitetu Inżynierii Chemicznej i Procesowej PAN i przewodniczący Sekcji Mieszania i Reologii Technicznej, wieloletni członek Grupy Roboczej Mixing przy Europejskiej Federacji Inżynierii Chemicznej.

## Życiorys
Skończył studia w 1950 r. na Wydziale Mechanicznym Politechniki Wrocławskiej, uzyskując dyplom magistra nauk technicznych i inżyniera mechanika na podstawie pracy dyplomowej nt. „Sposoby doładowania silników Diesela. Analiza i krytyka istniejących rozwiązań”. W latach 1953–1956 odbył aspiranturę w dziedzinie inżynierii chemicznej w Politechnice Śląskiej. Wykonał pod kierunkiem prof. Tadeusza Hoblera pracę kandydacką nt. „Efektywność mieszania cieczy” (1957) otrzymał stopień kandydata nauk technicznych. W tej uczelni obronił również pracę habilitacyjną nt. „Wnikanie ciepła w mieszalnikach cieczy” (1962). W 1974 r. otrzymał od Rady Państwa PRL tytuł profesora nadzwyczajnego, a w 1989 r. od prezydenta RP tytuł profesora zwyczajnego.
Pracował zawodowo w:
- Katedrze Teorii Maszyn Cieplnych Politechniki Wrocławskiej pod kierunkiem Stanisława Ochęduszki (1949),
- Biurze Projektów Przemysłu Chemicznego BIPROCHEM we Wrocławiu (lata 1950–1953, projektant; w latach 1952–1953 kierownik Pracowni Konstrukcji Aparatury Chemicznej),
- Politechnice Szczecińskiej (PS).

W PS zajmował początkowo stanowisko adiunkta, a następnie był kierownikiem Zakładu i Katedry Inżynierii i Aparatury Chemicznej (lata 1954–1984), wicedyrektorem i dyrektorem
Instytutu Inżynierii Chemicznej i Chemii Fizycznej (lata 1981–1996).
W Instytucie utworzył naukową szkołę mieszania, cenioną na świecie. Doprowadził do uzyskania przez Wydział uprawnień do prowadzenia kierunku kształcenia „Inżynieria chemiczna i procesowa” oraz nadawania stopnia doktora w dziedzinie „Inżynieria chemiczna”.
Był promotorem 10. prac doktorskich (pięciu spośród doktorantów uzyskało później habilitacje, trzech uzyskało tytuł profesora) oraz recenzentem 42 innych prac doktorskich i 11 prac habilitacyjnych.

## Publikacje
Opublikował ok. 190 opracowań, w tym 95 artykułów w czasopismach naukowych, 30 referatów na
kongresach i konferencjach naukowych oraz 12 patentów; dokonał 25 wdrożeń (nowe konstrukcje aparatów i urządzeń oraz badawczych instalacji prototypowych m.in. do produkcji pilotowej). Jest autorem pierwszej w Europie monografii na temat mieszania cieczy i mieszalników, która była wydana czterokrotnie (2 wydania polskie i 2 zagraniczne).

## Stowarzyszenia naukowe
Wśród organizacji i stowarzyszeń naukowych wymienia się:
- Komitet Inżynierii Chemicznej i Procesowej PAN (1972–1999); przewodniczący Sekcji Mieszania (3 kadencje),
- Komitet Redakcyjny kwartalnika PAN Chemical and Process Engineering (Inżynieria Chemiczna i Procesowa),
- Grupę Roboczą WG Mixing w Europejskiej Federacji Inżynierii Chemicznej.

## Odznaczenia, nagrody i wyróżnienia
Otrzymał:
- Krzyż Oficerski Orderu Odrodzenia Polski (1989)
- Krzyż Kawalerski Orderu Odrodzenia Polski (1974)
- Medal Komisji Edukacji Narodowej (1983)
- Tytuł doctor honoris causa Politechniki Szczecińskiej (1998)
- 6 nagród Ministra Nauki i Szkolnictwa Wyższego
- 28 nagród JM Rektora Politechniki Szczecińskiej

oraz inne odznaczenia regionalne i uczelniane.